# Aïda Yazbeck
Aïda Yazbeck   (Líban, segle XX) és una monja catòlica directora del Centre Cultural Al-Mouna de N'Djaména, al Txad. El seu treball se centra a educar grups nacionals i internacionals i ONG sobre conflictes entre diferents grups del país del Txad. En formar persones en la resolució de conflictes, la seva organització busca promoure el respecte entre grups culturals diferents i promoure la pau en tots els aspectes de la vida.
Yazbeck i la seva fundació han treballat amb grups fora del Txad per promoure la resolució de conflictes. Aquests inclouen l'ambaixada suïssa al Txad i la Fundació Ginebra Còrdova, que van ajudar a formar el personal del Centre Cultural per entendre els tipus de conflicte i com resoldre'ls pacíficament.
L'abril de 2020, Yazbeck va centrar els seus esforços en ajudar a combatre la pandèmia COVID-19. Juntament amb voluntaris del Centre Cultural,va ajudar a distribuir desinfectant de mans, begudes i màscares facials a persones que lesaquells que els necessitaven a la capital. A més, va ajudar a organitzar una campanya de sensibilització virtual sobre maneres de mitigar l'impacte de la pandèmia.